# Ronde van Frankrijk 2009/Elfde etappe
De elfde etappe van de Ronde van Frankrijk 2009 werd verreden op woensdag 15 juli 2009 over een afstand van 192 kilometer tussen Vatan en Saint-Fargeau.

## Verloop

### Bergsprints
| Beklimming Côte d'Allogny na 45,5 km | Beklimming Côte d'Allogny na 45,5 km | Beklimming Côte d'Allogny na 45,5 km | 4e cat. 1,5 km à 4,5 % | 4e cat. 1,5 km à 4,5 % |
| Plaats                               | Naam                                 | Naam                                 | Punten                 |                        |
| Winnaar                              | Johan Vansummeren                    | Johan Vansummeren                    | 3                      |                        |
| 2                                    | Marcin Sapa                          | Marcin Sapa                          | 2                      |                        |
| 3                                    | Egoi Martínez                        | Egoi Martínez                        | 1                      |                        |

| Beklimming Côte de Perreuse na 150 km | Beklimming Côte de Perreuse na 150 km | Beklimming Côte de Perreuse na 150 km | 4e cat. 2 km à 4,6 % | 4e cat. 2 km à 4,6 % |
| Plaats                                | Naam                                  | Naam                                  | Punten               |                      |
| Winnaar                               | Marcin Sapa                           | Marcin Sapa                           | 3                    |                      |
| 2                                     | Johan Vansummeren                     | Johan Vansummeren                     | 2                    |                      |
| 3                                     | Franco Pellizotti                     | Franco Pellizotti                     | 1                    |                      |

### Tussensprints
| Tussensprint Quincy na 26,5 km |                   |        |
| Plaats                         | Naam              | Punten |
| Winnaar                        | Johan Vansummeren | 6      |
| 2                              | Marcin Sapa       | 4      |
| 3                              | Lloyd Mondory     | 2      |

| Tussensprint Saint-Céols na 73,5 km |                   |        |
| Plaats                              | Naam              | Punten |
| Winnaar                             | Marcin Sapa       | 6      |
| 2                                   | Johan Vansummeren | 4      |
| 3                                   | Cyril Dessel      | 2      |

| Tussensprint Suilly-la-Tour na 114,5 km |                   |        |
| Plaats                                  | Naam              | Punten |
| Winnaar                                 | Johan Vansummeren | 6      |
| 2                                       | Marcin Sapa       | 4      |
| 3                                       | Cyril Dessel      | 2      |

## Uitslag
| Rang | Renner              | Land                | Ploeg              | Tijd     |
| ---- | ------------------- | ------------------- | ------------------ | -------- |
| 1    | Mark Cavendish      | Verenigd Koninkrijk | Team Columbia-HTC  | 4u17'55" |
| 2    | Tyler Farrar        | Verenigde Staten    | Garmin-Slipstream  | z.t.     |
| 3    | Jawhen Hoetarovitsj | Wit-Rusland         | Française des Jeux | z.t.     |
| 4    | Óscar Freire        | Spanje              | Rabobank           | z.t.     |
| 5    | Thor Hushovd        | Noorwegen           | Cervélo            | z.t.     |
| 6    | Leonardo Duque      | Colombia            | Cofidis            | z.t.     |
| 7    | Gerald Ciolek       | Duitsland           | Milram             | z.t.     |
| 8    | Lloyd Mondory       | Frankrijk           | AG2R-La Mondiale   | z.t.     |
| 9    | William Bonnet      | Frankrijk           | Bouygues Télécom   | z.t.     |
| 10   | Nikolaj Troesov     | Rusland             | Katjoesja          | z.t.     |

## Strijdlustigste renner
| Renner            | Land   | Ploeg         |
| ----------------- | ------ | ------------- |
| Johan Vansummeren | België | Silence-Lotto |

## Algemeen klassement
| Rang | Renner                | Land                | Ploeg                  | Tijd      |
| ---- | --------------------- | ------------------- | ---------------------- | --------- |
|      | Rinaldo Nocentini     | Italië              | Ag2r-La Mondiale       | 43u28'59" |
| 2    | Alberto Contador      | Spanje              | Astana                 | op 6"     |
| 3    | Lance Armstrong       | Verenigde Staten    | Astana                 | op 8"     |
| 4    | Levi Leipheimer       | Verenigde Staten    | Astana                 | op 39"    |
| 5    | Bradley Wiggins       | Verenigd Koninkrijk | Team Garmin-Slipstream | op 46"    |
| 6    | Andreas Klöden        | Duitsland           | Astana                 | op 54"    |
| 7    | Tony Martin           | Duitsland           | Team Columbia          | op 1'00"  |
| 8    | Christian Vande Velde | Verenigde Staten    | Team Garmin-Slipstream | op 1'24"  |
| 9    | Andy Schleck          | Luxemburg           | Team Saxo Bank         | op 1'49"  |
| 10   | Vincenzo Nibali       | Italië              | Liquigas               | op 1'54"  |

## Nevenklassementen

### Puntenklassement
| Rang | Renner             | Land                | Ploeg             | Punten |
| ---- | ------------------ | ------------------- | ----------------- | ------ |
|      | Mark Cavendish     | Verenigd Koninkrijk | Team Columbia-HTC | 176    |
| 2    | Thor Hushovd       | Noorwegen           | Cervélo Test Team | 169    |
| 3    | José Joaquín Rojas | Spanje              | Caisse d'Epargne  | 110    |

### Bergklassement
| Rang | Renner            | Land      | Ploeg             | Punten |
| ---- | ----------------- | --------- | ----------------- | ------ |
|      | Egoi Martínez     | Spanje    | Euskaltel-Euskadi | 79     |
| 2    | Christophe Kern   | Frankrijk | Cofidis           | 59     |
| 3    | Franco Pellizotti | Italië    | Liquigas          | 56     |

### Jongerenklassement
| Rang | Renner          | Land      | Ploeg             | Tijd      |
| ---- | --------------- | --------- | ----------------- | --------- |
|      | Tony Martin     | Duitsland | Team Columbia-HTC | 43u29'59" |
| 2    | Andy Schleck    | Luxemburg | Team Saxo Bank    | op 49"    |
| 3    | Vincenzo Nibali | Italië    | Liquigas          | op 54"    |

### Ploegenklassement
| Rang | Ploeg             | Land                | Tijd       |
| ---- | ----------------- | ------------------- | ---------- |
|      | Ag2r-La Mondiale  | Frankrijk           | 128u53'09" |
| 2    | Astana            | Kazachstan          | op 3       |
| 3    | Team Columbia-HTC | Verenigd Koninkrijk | op 04'45   |

1e etappe ·
2e etappe ·
3e etappe ·
4e etappe ·
5e etappe ·
6e etappe ·
7e etappe ·
8e etappe ·
9e etappe ·
10e etappe ·
11e etappe ·
12e etappe ·
13e etappe ·
14e etappe ·
15e etappe ·
16e etappe ·
17e etappe ·
18e etappe ·
19e etappe ·
20e etappe ·
21e etappe
Startlijst · Eindstanden · Afbeeldingen